# Liste der Kulturgüter in Eschert
Die Liste der Kulturgüter in Eschert enthält alle Objekte in der Gemeinde Eschert im Kanton Bern, die gemäss der Haager Konvention zum Schutz von Kulturgut bei bewaffneten Konflikten, dem Bundesgesetz vom 20. Juni 2014 über den Schutz der Kulturgüter bei bewaffneten Konflikten sowie der Verordnung vom 29. Oktober 2014 über den Schutz der Kulturgüter bei bewaffneten Konflikten unter Schutz stehen.
Es sind weder A-Objekte noch B-Objekte auf dem Gemeindegebiet ausgewiesen, Objekte der Kategorie C fehlen zurzeit (Stand: 12. Februar 2024). Unter übrige Baudenkmäler sind Objekte zu finden, die im Bauinventar des Kantons Bern als «schützenswert» verzeichnet sind.

## Übrige Baudenkmäler
Hinweis: Als Objekt-Identifikator (ID) wird die Grundstücksnummer verwendet.
| ID | Foto |                                                                 | Objekt                                                                             | Typ | Standort                          | Beschreibung |
| -- | ---- | --------------------------------------------------------------- | ---------------------------------------------------------------------------------- | --- | --------------------------------- | ------------ |
| 17 | BW   | Datei hochladen                                                 | Speicher (1692) / Grenier (1692)                                                   | G   | Au Village 16 596900 / 236113     |              |
| 35 | BW   | Datei hochladen                                                 | Speicher (1701) / Grenier (1701)                                                   | G   | Le Creux 4b 596983 / 236017       |              |
| 35 | ja   | Datei hochladen · Wikidata zu Brücke über die Raus (Q123188918) | Brücke über die Raus (2. Hälfte 19. Jh.) / Pont sur la Raus (2ème moitié 19ème s.) | G   | Sous la Rive N.N. 596838 / 236403 |              |

Hinweis zur Legende: Anstelle der KGS-Nummer wird als Objekt-Identifikator (ID) die Grundstücksnummer verwendet.